# Mirafall
Mirafall är ett vattenfall i Österrike. Det ligger i förbundslandet Niederösterreich, i den östra delen av landet.
Den högsta punkten i närheten är Schusterwand, 833 meter över havet, norr om Mirafall. Runt Mirafall är det ganska glesbefolkat, med 48 invånare per kvadratkilometer.. Närmaste större samhälle är Wienerbruck, öster om Mirfall.